# Dora istražuje
Dora istražuje (eng. Dora The Explorer), bila je obrazovna američka televizijska igra namijenjena djeci. U Hrvatskoj se prikazivala na kanalima Nova TV i Nickelodeon Hrvatska.

## Hrvatska sinkronizacija
Posuditelji glasova za hrvatsku sinkronizaciju nisu iste osobe, nego se razlikuju po televizijskoj postaji:
| Naziv lika   | Uloge (Project 6)    | Uloge (NET)               |
| ------------ | -------------------- | ------------------------- |
| Dora         | Mia Krajcar          | Antonia Dunjko            |
| Čizma        | Aleksandra Naumov    | Nikola Marjanović         |
| Tiko         | Hana Hegedušić       | Lorena Nosić              |
| Bik Bero     | Hana Hegedušić       | Marina Poklepović         |
| Karta        | Igor Barberić        | Dragan Peka               |
| Lopuža Lisac | Igor Barberić        | Vesna Ravenšćak           |
| Torba        | Danijela Večerinović | Maja Petrin Petra Vukelić |